# No Rules! (pjesma)
»No Rules!« je pjesma finskog umjetnika Teemua Keisterija, profesionalno poznatog pod umjetničkim imenom Windows95man. Napisali su je i skladali Henri Piispanen, Jussi Roine te Teemu Keisteri, a izdala ju je izdavačka kuća All Day Entertainment Oy 16. siječnja 2024. godine. Pjesma je predstavljala Finsku na Pjesmi Eurovizije 2024., gdje je u finalu zauzela 19. mjesto s 38 bodova.

## Pozadina i kompozicija
Pjesmu No Rules su skladali i napisali Henri Piispanen, Jussi Roine i Teemu Keisteri. Teemu Keisteri je u intervjuima izjavio da pjesma širi poruku koja zagovara da se "ne shvaća sve tako ozbiljno", s namjerom da Teemu Keisteri bude što opušteniji dok izvodi pjesmu. Osim toga, naslov pjesme upućuje na Keisterijevu mantru koju je koristio tijekom svog života. Keisteri je također izrazio želju da otkrije prirodu Finaca koji su "duboko u sebi luđački ". U analizi Wiwibloggsa koju je napisala Ruxandra Tudor, oni su izjavili da pjesma predstavlja "suštinu slobode, zagovarajući nesputano samoizražavanje i život punim plućima", braneći pjevačevo pravo da živi svoj pravi život.
Teemu Keisteri se udružio s pjevačem i glumcem Henrijem Piispanenom nakon što je Keisteriju trebao pjevač koji je sposoban postići više note od njega.  Keisteri i Piispanen su najavili da će se natjecati na Uuden Musiikin Kilpailu 2024. 10. siječnja 2024., sa službenom premijerom pjesme šest dana kasnije. 

## Glazbeni spot i promocija

### Finski mediji
Pjesma je dobila različite kritike od više beat reportera. Juuso Määttänen Helsingin Sanomata dao je neutralnu analizu pjesme, izjavivši da su Finci odlučili "pokazati srednji prst žiriju... i ući na Euroviziju sa šalom [prijavom]... međutim, također je zasluga pjesme što je zvučala jako dobro”. 

### Mediji povezani s Eurovizijom i drugi mediji
Ben Robertson iz ESC Insighta pohvalio je pjesmu i njezinu poruku, dajući komplimente "jednostavnosti" pjesme i tome što je "gluplja" pjesma u usporedbi s drugim pjesmama poslanim na Eurosong, izražavajući svoje uvjerenje da natjecanje ne bi trebalo sadržavati samo ozbiljne pjesme. U recenziji Wiwibloggsa koja je sadržavala nekoliko recenzija od nekoliko kritičara, pjesma je ocijenjena s 4,63 od 10 bodova, zaradivši 36. od 37 pjesama na godišnjem poretku stranice. Još jedna recenzija koju je proveo ESC Bubble, a koja je sadržavala kritike kombinacije čitatelja i žirija ocijenili su pjesmu petom od 15 pjesama u polufinalu Eurosonga "No Rules" bila je u toku. Doron Lahav iz ESC Beata pjesmu je smjestio na 36. mjesto, napisavši da je pjesma "prilično slaba" i da se ponavlja. Erin Adam iz The Scotsmana ocijenila je pjesmu s četiri od 10 bodova, smatrajući pjesmu "pravim marmitskim ulaskom".
BBC-ov Mark Savage nazvao je pjesmu "fatalno generičkom", rekavši da se Windows95man "previše trudi istaknuti". Jon O'Brien iz Vulture smjestio je pjesmu na 19. mjesto od 37 pjesama, misleći da je "puno lakša za uho od svoje prethodnice", misleći na Käärijäovu pjesmu Cha Cha Cha. Nadalje je napisao da je to "odraz klasičnog Eurodancea koji je prošlog ljeta briljantno parodirao Kyle Gordon, misleći na Gordonin Planet of the Bass.

## Pjesma Eurovizije

### Uuden Musiikin Kilpailu2024.
Finska televizijska kuća Yleisradio Oy (Yle) organizirala je natjecanje sa sedam natjecatelja Uuden Musiikin Kilpailu 2024. koje se sastoji od jedinstvenog velikog finala za odabir sudionika za Eurosong 2024. To je 13. izdanje natjecanja. Pobjednik finala odabran je kombinacijom 75/25 glasova publike i žirija.
Keisteri je službeno postao natjecatelj na Uuden Musiikin Kilpailu 2024. 10. siječnja 2024., a pjesma je najavljena šest dana kasnije. Nastup je prikazao Keisterija kako se izleže iz golemog jajeta napravljenog od traperica, a na sebi je imao retro Microsoft Windows košulju i bejzbolsku kapu. Glavni pjevač pjesme, Henri Piispanen, također se pojavljuje na vrhu jajeta, odjeven u hlače. Pred kraj nastupa, Keisteri dobiva i svoj par jortova koji prskaju pirotehnikom. U velikom finalu, iako je pjesma bila posljednja u glasovanju žirija, pjesma je pobijedila u televoteu velikom razlikom, zaradivši ukupno 313 bodova; 40 više od drugoplasirane, "Paskane" Sare Siipole. Kao rezultat pobjede, pjesma je osvojila pravo da predstavlja Finsku na Pjesmi Eurovizije 2024.

### Na Pjesmi Eurovizije
Natjecanje za Pjesmu Eurovizije 2024. održalo se u Malmö Areni u Malmöu u Švedskoj, a sastojalo se od dva polufinala koja su održana 7. i 9. svibnja i finala 11. svibnja 2024. Tijekom izvlačenja 30. siječnja 2024. Finska je izvučena da se natječe u prvom polufinalu, nastupajući u drugom dijelu emisije. Dvojac je kasnije izvučen da nastupi kao deseti, prije Slovenske Raiven i nakon Natalije Barbu iz Molavije.
Za nastup na Euroviziji Keisteri je nosio cenzuriranu verziju svoje prepoznatljive majice s logotipom Windowsa 95, dok je Piispanen nosio istu odjeću kao na nastupu Uuden Musiikin Kilpailu. Uz duo, u predstavi su nastupile i dvije prateće plesačice. Eurovizijski nastup opisan je kao "prilično sličan" onom prikazanom u UMK; poput izvedbe UMK, Keisteri je prikazana u ogromnom jajetu od trapera na početku, a kasnije na kraju predstave oblači jear. Performans je također sadržavao snimke kamera koje su implicirale da Keisteri nije nosila donje rublje; međutim, nosio je golo donje rublje. kao odgovor na kritike u vezi s navedenim snimkama, Keisteri je izjavio "više me nije briga... odrasli bi trebali malo učiti, i pustiti to malo i nije tako ozbiljno da vidite (malo) moje dupe". Pjesma "No Rules!" je završila na sedmom mjestu, osvojila 59 bodova i osigurala mjesto u finalu Pjesme Eurovizije 2024.
Dvojac je ponovio nastup u finalu 11. svibnja. Pjesma je izvedena 17. po redu, prije srpske Teye Dore i ispred portugalske Iolande. Nakon objave rezultata, završili su na 19. mjestu s 38 bodova, s podijeljenim rezultatom od sedam bodova žirija i 31 bodom publike. Pjesma nije niti jednom osvojila 12 bodova. Što se žirija tiče, najviše je dobio bodova od San Marina (4 boda). Kod publike su dobili osam bodova od Estonije. Reagirajući na svoj završetak, izjavio je zadovoljan što smo se "izvukli pod tim velikim pritiskom. Bila su to divlja dva tjedna. Jako smo se zabavili na pozornici, sve je prošlo glatko."